# Booknis
Koordinaten: 54° 33′ N, 10° 1′ O

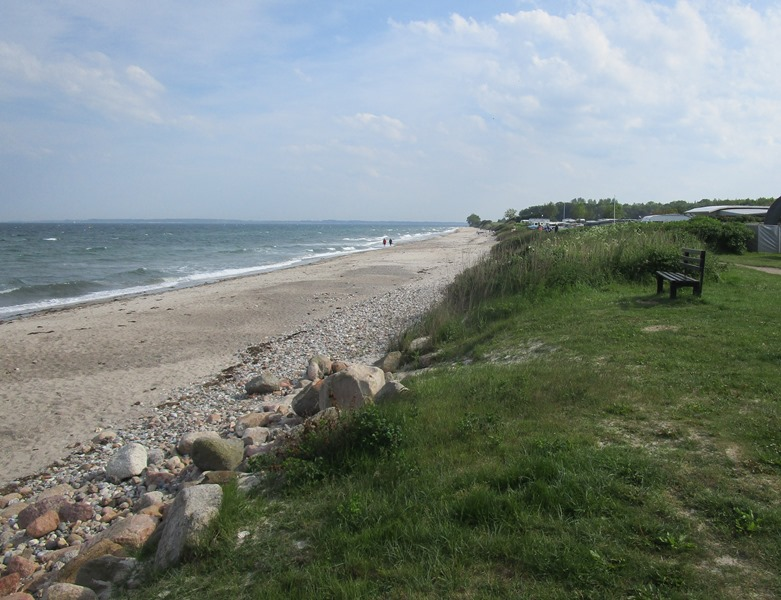
Strand bei Booknis

Booknis (dänisch: Bognæs, älteres Dänisch: Bøgenæs) ist ein Gut und eine Siedlung in der Gemeinde und Kirchspiel Waabs im östlichen Teil der Halbinsel Schwansen im nördlichen Schleswig-Holstein. Booknis markiert die südöstliche Landspitze Schwansens am Übergang der Eckernförder Bucht zur offenen Ostsee.

## Geschichte
Die Ortschaft wurde erstmals 1285 als silua Bokænæs (lateinisch: silva≈Wald) dokumentiert. 1382 findet sich die Form Bokenshøuede. Der Ortsname setzt sich aus altnordisch bōk für Buche und dänisch næs für einen Landvorsprung  (vgl. altn. nes) zusammen. Er bedeutet etwa mit Buchen bewachsener Landvorsprung (vgl. auch Boknis in den Gemeinden Ekenis und Boren).
Die Umgebung ist weithin durch Laubwald geprägt. Nahe Damp befindet sich ein größerer Campingplatz. Nördlich davon verläuft die Bookenau (auch: Schwastrumer Au). Am Ort befindet sich das Gut Booknis, das auf ein königliches Gut zurückgeht. Später war es im Besitz der Bischöfe von Schleswig.
Das heutige Herrenhaus ist 1930 im Auftrag von Friedrich Freiherr von Ahlefeldt-Dehn durch den Architekten Ernst Prinz neu errichtet worden. 2018 wurde das Gutshaus bei einem Brand schwer beschädigt.
Von 1940 bis Mai 1945 befand sich in Bookniseck die 5te Flugabwehr-Batterie der Marine-Flak-Abteilung 211⊙ mit 4 Geschützen 10,5cm SK C/32. Durch diese wurden vor Booknis einige Flugzeuge abgeschossen:
- 12. März 1942[10] eine Vickers Wellington Mk III des No. 75 Squadron RAF
- 1. Oktober 1942[11] eine Handley Page Halifax Mk II des No. 10 Squadron RAF
- 28. April 1943[12] eine Vickers Wellington Mk X des No. 196 Squadron RAF

## Strandung eines Marinefährprahms mit KZ-Häftlingen
Am 4. Mai 1945 strandete bei Bookniseck der Marinefährprahm (MFP) F 862 vom Typ D mit 65 überwiegend weiblichen KZ-Häftlingen ⊙. Der MFP nahm in Nickelswalde (Mikoszewo) über 500 KZ-Häftlinge überwiegend vom KZ Stutthof an Bord, darunter etwa 350 Frauen und Kinder. Im Geleit mit anderen Schiffen fuhr der MFP am 27. oder 28. April 1945 von Nickelswalde (heute Mikoszewo) in Richtung westliche Ostsee los und strandete, nachdem 150 Leute bei Kiel vom Feuerschiff Kiel übernommen wurden, am 4. Mai 1945 mit noch 65 verbliebenen Häftlingen bei Bookniseck. Im Dezember 1989 wurde das Wrack letztendlich beseitigt, nachdem in es in den Jahren vorher zu Unfällen und nur zur teilweisen Bergung gekommen war. 22 Opfer wurden auf dem Friedhof in Eckernförde begraben. Die Überlebende Rivah Ḥirurg hat ihre Erfahrungen auf dem Transport im Buch Bridge of sorrow, bridge of hope verarbeitet.